# 東條英機自殺未遂事件

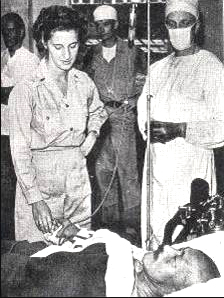
自殺未遂後GHQのアメリカ軍病院で手当を受ける東條

東條英機自殺未遂事件（とうじょうひできじさつみすいじけん）は、第二次世界大戦に敗北した枢軸国である日本の指導者のひとりであった東條英機が、戦勝国となった連合国によって逮捕拘束されることになった1945年（昭和20年）9月11日に、拳銃自殺を図ったが、未遂に終わった一件である。

## 経過
ポツダム宣言を受諾した1945年（昭和20年）8月15日は、現職の陸軍大臣阿南惟幾が割腹自決し、宇垣纏海軍中将が玉音放送後に特攻するなど、軍部指導層の自決が続いていた。東條の娘婿で宮城事件の首謀者のひとりであった近衛第一師団の古賀秀正少佐も自決した。
東條は隣家の医師に頼んで心臓の位置を教えてもらい、心臓部分に墨で黒い印をつけてもらっていたが自決には踏み切っていなかった。身辺を整理し、自らの戸籍から長女と三男を分家させ、次女と三女は10月に夫人の実家の養子にしたため、東條家の戸籍には夫妻と家督相続人の長男一家しかいなくなった。東條は次女と三女は夫人の実家に行かせるなど、子供らを家から避難させたが、夫人は夫の勧めにもかかわらず自宅を離れなかった。
8月22日に片倉衷202師団長が訪れた際、東條は「裁判でも何でも行って堂々と所信を述べるつもりである」「戦争に対する全責任は自分が執るためにも敢えてこの道を選んだ」「しかし、連合軍がなすべき道を履らず、不当な処置（捕虜の取扱いをするが如き）をとるときは俺は自ら処するの覚悟がある」と語っている。
東條は外務大臣の重光葵に対しても「戦争犯罪者となることは飽く迄拒否するも、戦争責任者としては如何なる裁判をも辞せず堂々と所信を披歴し其の全責任を背負ふべし」と伝えていた。

### 前日
9月10日、連合国軍最高司令官のダグラス・マッカーサーが、日本占領部隊の一員であるアメリカ第8軍のロバート・アイケルバーガー司令官に戦争犯罪人に関する指令を出す。東條の逮捕が近いと察知したインターナショナル・ニュース・サービスやAP通信の記者らは、東京都世田谷区用賀にある東條の私邸を探し当ててインタビューを行った。
敗戦後の内閣において陸軍解体の役目を引き受けていた陸軍大臣下村定は、この日、東條を陸相公邸に招き、自決しないで昭和天皇のために尽くすよう求めている。対する東條は戦陣訓を理由に躊躇するが、下村はなおも、天皇のために自決を思いとどまるように説得している。

### 当日
9月11日、連合国軍最高司令官総司令部（GHQ）が東條をA級戦犯容疑者のひとりとして指名し逮捕指令を出すと、逮捕をスクープしようと新聞記者たちが東條の家に急行した。妻・勝子の手記によれば、東條はこの日を含め連日書斎に篭り、読書をしたり、火鉢で人名簿など書類を焼いたりしていたという。
15時ごろ、表が騒がしいのを聞いて、東條は勝子に知人の家に身を寄せるように命じて家から出した。16時ごろ、アメリカ軍憲兵（MP）の一行が東條の自宅に到着。MPが玄関の扉越しに話をしたいと告げると、玄関右側の窓から東條が顔を見せて正式の逮捕かどうかと通訳を介して尋ねた。MPが逮捕令状を見せて、すぐ支度するように求めると、東條は同意して玄関を開けると言って窓を閉めた。
しかし、16時17分ごろ、玄関が開く代わりに1発の銃声が響いた。直後、東條の私邸を取り囲んでいたアメリカ軍を中心とした連合国軍のMPたちが威嚇射撃をして踏み込んだところ、東條は応接間の椅子に座り、右手に持った拳銃（後述）で自らの胸を撃ったとみられる状況で発見された。
後に東條についての著書を著したロバート・ビュートーは、一行のウィルパーズ中尉が東條の手から落ちた拳銃を確認したところ、32口径のコルト（機械番号：535330号）であり、中尉はまた、テーブルの上に置いてあった25口径のピストルと白布でくるんだ抜き身の刀、および3振りの刀、机にあった文書などを押収したとしている。
この日、イギリスの新聞記者に案内を請われて同行していた『科学朝日』の記者長谷川幸雄は、瀕死の東條の「一発で死にたかった」に始まる「最後の言葉」を聞き取り、翌朝の朝日新聞のスクープとしている。以下、「東條大将の遺言」として掲載された全文を記す。

### 救命処置
銃弾は心臓の近くを撃ち抜いていたが、急所は外れている様子だった。
16時45分、クラウス少佐は総司令部への報告とあわせてアメリカ人医師と傷病人搬送者を手配するため、東條邸を離れた。16時50分ごろに隣家の日本人医師が呼ばれ、17時15分に現れた日本人医師は「（治療しても）2時間はもつまい」といい、積極的な治療を行わず傷口を包帯で押えることしかしなかった。自決未遂から約2時間後、アメリカ人医師団が到着。軍医のジョンソン大尉らは応急処置として血漿を注射し傷口をふさいだ上で、東條を傷病人運搬車に乗せて第1師団の病院に運び、ここでも血漿注射が行われた。19時20分、東條はさらに横浜市本牧の大鳥国民学校（現・横浜市立大鳥小学校）に設置された野戦病院に搬送され21時40分に到着し、ただちに手術室に運ばれた。この第98エバキュエーション・ホスピタルは、当時日本で唯一のアメリカ軍病院だった。
東條を「殉教者にしてはならない」と侵略戦争の首謀者として断罪することを決めていたマッカーサーの指示の下、東條にはアメリカ軍による最善を尽くした手術と看護を施され、奇跡的に九死に一生を得る。ロバート・アイケルバーガー中将は、出来る限りの手当てをするように命令しており、ジョン・A・アーチナル軍曹(Sgt.John A. Archinal)は自身のB型血液を提供することを申し出ている。後に報道されるように、東條はアイケルバーガー中将に太刀一振りを贈っている。

### 日本政府の反応
重光葵は東條の自決未遂を知ると、日本政府を通さずに逮捕に向かったこと、ならびに重体にもかかわらず連行したことについて、GHQに対して鈴木公使から抗議を入れさせた。

## 未遂に終わったことについて
拳銃を使用し短刀を用いなかった自殺については、当時の朝日、読売、毎日の各新聞でも阿南惟幾ら他の陸軍高官の自決と比較され、批判の対象となった。
なぜ確実に死ぬ頭部を狙わなかったのかとして、自殺未遂を茶番とする見解もあるが、このとき東條邸は外国人記者に取り囲まれており、悲惨な死に顔をさらしたくなかったという説もある。また東條が自決を図る直前の写真では眼鏡を外しており、すでに死を覚悟していたのは確かだという指摘もある。
ロバート・ビュートーによれば、自殺のすぐ後に居合わせた外人記者の質問に対し、東條は「わたくしは、はっきり東條だと識別されることを望んでいたからだ」と答えたという。
東條が自決に失敗したのは、左利きであるにもかかわらず右手でピストルの引き金を引いたためという説と、次女・満喜枝の婿で近衛第一師団の古賀秀正少佐の遺品の銃を使用したため、使い慣れておらず手元が狂ってしまったという説がある。前者の説について、太田尚樹は著書のなかで、東條は左利きであるため普段から道具を左手で扱っていたが、左手で自分の心臓を打ち抜くには角度が悪く引き金が引きにくいので、右手で引き金を引くことにしたが、注意深くしないと角度が浅くなり急所をそれる可能性があった。にもかかわらず、東條は「逮捕に来た米軍憲兵や報道関係者などが無礼な態度をみせるため、とっさに拳銃に手をかけ引き金を引いてしまったのだ」と後に主張するように、余裕を持って急所に狙えなかったという。これは、東條は逮捕されるにしても事前に連絡が来ると思っていたところ、いきなり米兵が報道陣を引き連れて「トージョー出て来い」式にやってきたことに憤慨したからだという。
東條の秘書官だった赤松貞雄は、ロバート・ビュートーの著書をひいて「東条さんの心臓は細長く幅が狭かったばかりに弾はそれた」ことと「直に適切な処置ができた」ために生き延びたとしている。
額田坦は1977年刊の回顧録において、東條は自決ではなくアメリカ軍のMPに撃たれたという報告を聞いたと記している（後述）。自殺未遂事件の直前に書かれたとされて発表された遺書も、保阪正康は取材の結果、偽書ではないかと疑念を記している（東條英機の遺言参照）。

### 戦陣訓
東條の秘書官を務めた赤松貞雄によれば、東條は以下のように語っていたという。
「戦争責任者としてなら、自分は一身に引き受けて国家のためのご奉公をしたい。が、戦争犯罪者ということなら承服できない。なお自分一身の処置については、米国の出様如何に応じて考慮する」
と語っていたという。また妻に対して
「米軍が礼を守って連行するなら、開戦時の責任者として潔く応じる。しかしそうでない方法で逮捕しに来たときには自決する」
下村定陸相は自殺未遂前日の9月10日に東條を陸軍省に招き、「ぜひとも法廷に出て、国家のため、お上のため、堂々と所信を述べて戴きたい」と説得し、戦陣訓を引き合いに出してなおも自殺を主張する東條に「あれは戦時戦場のことではありませんか」と反論してどうにか自殺を思いとどまらせ、その日は別れた。
笹川良一によると、巣鴨プリズン内における重光葵との会話の中では、「自分の陸相時代に出した戦陣訓には、捕虜となるよりは、自殺すべしと云うことが書いてあるから、自分も当然自殺を図ったのである」と語っていたという。

### 反応
日本国民はスケープゴートを求めており、大東亜戦争（太平洋戦争）開戦当時の首相であった東條は、この自殺未遂によってさらに名を落とし「東条にすべての責任がある」として決定的なスケープゴートに祭り上げられていくことになる。実際、自身の戦陣訓どおりに「死ねなかった」東條を「臆病者」「武士道に反する」といった悪評がついたという。
京都府警察部特高課は事件を次のように報告した（『東条元首相ノ自決並戦争犯罪人氏名発表ニ対スル反響』）。
新聞には他の政府高官の自決の記事の最後に、「東條大将順調な経過」「アメリカ軍司令官に陣太刀送る」など東條の病状が付記されるようになり、国民からはさらに不評を買う。以後、新聞社や文化人は東條批判に終始するようになる。またGHQも、東條が三菱等の財閥から1,000万円とその他のものを受け取ったという収賄疑惑を発表していたという。これは翌1946年には事実無根であったことが確認されているが、GHQも東條のイメージを悪化させる情報を流していたともいえる。
山田風太郎
山田風太郎は「卑怯といわれようが、奸臣といわれようが国を誤まったといわれようが、文字通り自分を乱臣賊子として国家と国民を救う意志であったならそれでよい。それならしかしなぜ自殺しようとしたのか。死に損なったのち、なぜ敵将に自分の刀など贈ったのか。『生きて虜囚の辱しめを受けることなかれ』と戦陣訓を出したのは誰であったか。今、彼らはただ黙して死ねばいいのだ」、「なぜ東条大将は、阿南陸相のごとくいさぎよくあの夜に死ななかったのか。なぜ東条大将は阿南陸相のごとく日本刀を用いなかったのか。逮捕状が出ることは明々白々なのに、今までみれんげに生きていて、外国人のようにピストルを使って、そして死に損っている。日本人は苦い笑いを浮かべずにはいられない」とした。
陸軍関係者
杉山元元参謀総長は、一緒に死ぬという夫人をなんとか思いとどめさせるために、小林四男治中佐に夫人の説得を依頼。夫人がどうにか思いとどまったとの報告を受け、四発の銃弾を自身に撃ち込み拳銃自殺。夫人は夫の死を確認したあと胸を突いて自殺した。
東條の自決を冷静に見ていた日本人がいなかったわけではなく、参謀次長河辺虎四郎中将は自決失敗を「気の毒なりと思う」と9月11日の日記に記し、世間の悪評を「不快の極み」と評している。

## 自決に対する異説

### 米軍MPによる銃撃説
東條の自決をめぐっては様々な憶測が飛び交った。そのひとつに、東條は自殺未遂ではなくアメリカ軍のMPに撃たれたという説がある。
当時の陸軍人事局長額田坦は、「十一日午後、何の予報もなくMP若干名が東條邸に来たので、応接間の窓から見た東條大将は衣服を更めるため奥の部屋へ行こうとした。すると、勘違いしたらしいMPは窓から跳び込み、イキナリ拳銃を発射し、大将は倒れた。MPの指揮者は驚いて、急ぎジープで横浜の米軍病院に運んだ（後略）」との報告を翌日に人事局長室にて聞いたと回想録に書いているが、この報告者の名前は忘れたとしている。
しかしロバート・ビュートーは、東條がMPに撃たれたという説は「ほとんど100パーセントのうそである」と断じている。保阪正康も銃撃説を明確に否定している。

### 拳銃
東條が自殺に使用したのと同型のものとして、アメリカ合衆国のバージニア州ノーフォークにあるマッカーサー記念館（MacArthur Memorial Museum）に参考展示されている拳銃はコルト社製の32口径（=7.65mm）である。しかし、後述のように東條を主人公とした日本映画では十四年式拳銃で自決しようとした描写があるなど、異説もある。
コルトM1903 説
東條の娘婿で近衛第一師団の古賀少佐が、8月15日の自決に際して使用した銃であり、アメリカ軍の調査担当者による結論である。
22口径 説
口径が小さく（5.5 mm）、殺傷能力が劣り自決に用いるには確実性の低い銃であるとして、狂言自殺説の根拠となっている。「確実に死ねなかった」東條に悪意を持つ人々が多かったという背景もあり、現在も根強く信じられている。しかし、東條が護身用に所有していた小型拳銃は25口径（6.35 mm）であり、巷間に流布されている「22口径」に該当する銃は発見されていない。
陸軍制式拳銃 説
秘書官の「古賀少佐が自決に使用した制式大型」という証言に基づく推測。東條を主人公とした映画『プライド・運命の瞬間』では、日本軍の制式拳銃である十四年式拳銃（8.13 mm）で自決しようとした描写になっている。しかし上述のように実際に古賀氏が使用したのはコルト32口径であり、秘書官もこれを指したものと思われる。

## そのほか
- 1982年（昭和57年）公開の東映映画「大日本帝国」では、東條の自殺未遂の一件が描かれており、当時現存していた東條邸で撮影されている[32]。